# 선물 (물건)

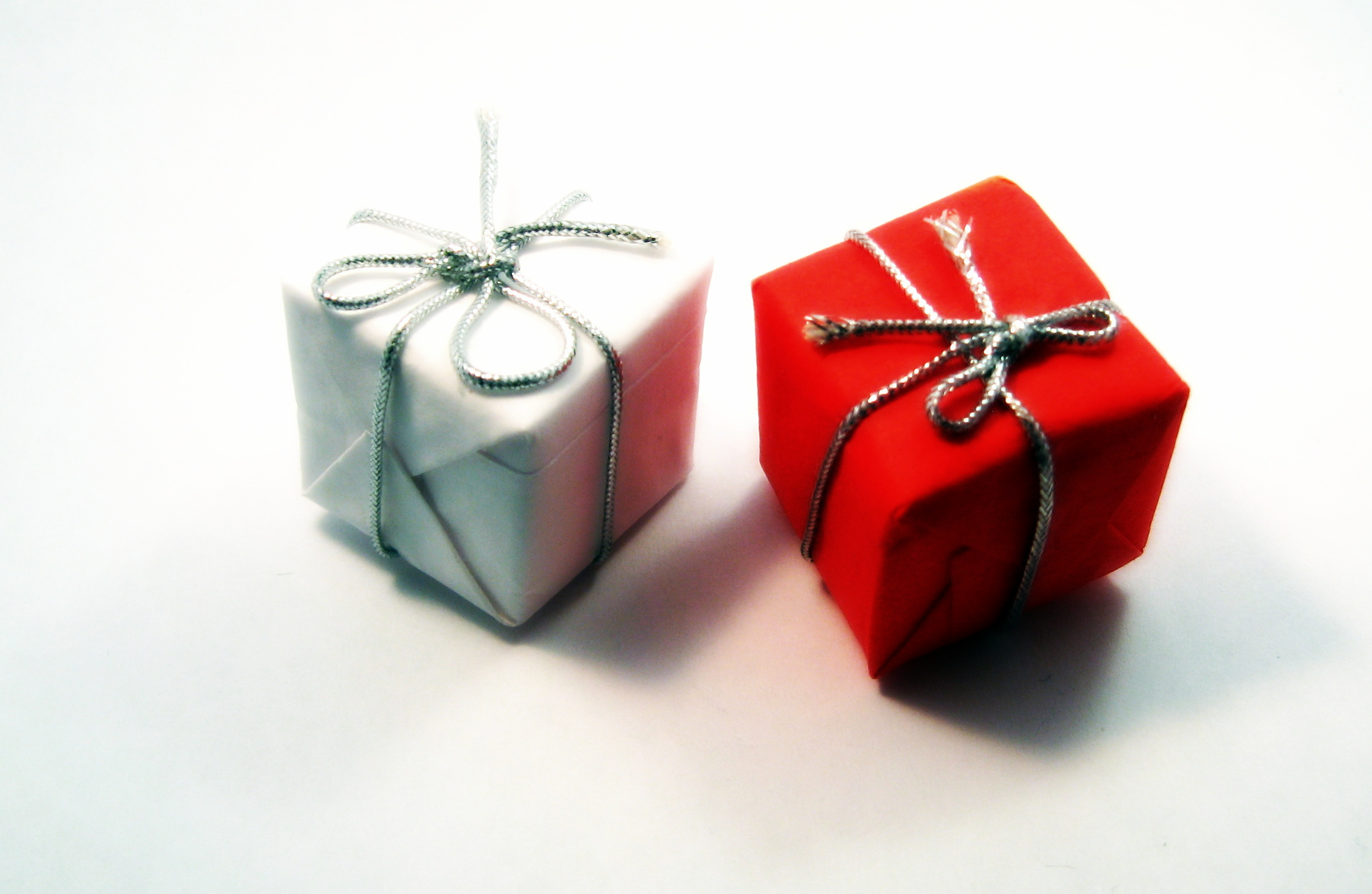
작은 선물 상자들

선물(膳物)은 대가나 보상을 기대하지 않고 (아직 소유자가 아닌) 누군가에게 주는 물품이다. 선물 주기는 상호 호혜를 기대할 수 있지만, 선물은 자유롭게 주는 것이 목적이다. 많은 나라에서 돈, 물품 등을 상호 교환하는 행위는 사회 관계를 유지하고 사회 결속에 기여할 수 있다. 경제학자들은 선물 주기의 경제학을 선물 경제라는 개념으로 발전시켰다. 넓게 보면 선물이라는 용어는 특히 호의의 형태로 다른 사람을 행복하게 하거나 슬픔을 덜어주는 모든 물품이나 서비스 행위를 가리킬 수 있으며, 여기에는 용서와 친절도 포함된다. 선물은 종종 생일이나 명절과 같은 특별한 날에 주어지기도 한다.

## 역사
선물 주기는 인류 역사 전반에 걸쳐 사회경제 시스템에서 중요한 역할을 해왔다. 인류학자 마르셀 모스는 저서 선물 (1925)에서 고대 사회의 선물이 의무 시스템에 포함되어 있었고, 주는 행위, 받는 행위, 보답하는 행위가 지속적인 사회적 유대를 형성했다고 주장했다. 많은 초기 문명에서 선물은 종교적 제물, 왕실 공물, 외교 협상, 그리고 엘리트들의 공공연한 관대함의 표시로 사용되었다. 시간이 지남에 따라 선물 주기는 의례적 교환과 개인적 교환을 모두 포함하는 광범위한 관행으로 발전했다.

### 고대
고대 이집트와 메소포타미아에서는 통치자와 신들에게 헌신이나 충성의 상징으로 선물이 주어졌다. 고고학적 기록과 쐐기 문자 점토판은 제물이나 충성 서약의 표시로 주어진 곡물, 가축, 귀금속 공물에 대해 기술하고 있다.
고대 그리스에서는 크세니아 (친절) (손님-우정) 제도가 호스트와 손님 사이의 의례적인 선물 교환을 포함했다. 오디세이아와 같은 호메로스 서사시에서 자주 묘사되는 이러한 관행은 사회적 유대를 강화하고 존경을 보여주는 역할을 했다.
로마 세계에서는 엘리트들이 시민적 관대함의 행위로, 그리고 정치적 명성을 높이기 위해 검투사 경기와 음식 배급을 포함한 무네라 (공공 선물 또는 서비스)를 제공했다.
고대 중국에서는 예 (의례적 예절)의 유교적 이상에 따라 선물 주기가 이루어졌다. 옥, 두루마리, 차와 같은 공식적인 선물 교환은 귀족과 학자들 사이에서 흔했으며 존경과 사회적 계층을 상징했다.
많은 고대 종교 전통도 선물 주기를 포함했다. 리그베다에서는 후원자들이 의례적 희생의 일부로 사제들에게 소, 금, 말을 바쳤다. 기독교 전통에서 동방 박사들이 아기 예수에게 금, 유향, 몰약을 바친 것은 상징적인 종교적 선물 주기의 초기 예이며, 이는 현대 크리스마스 풍습에서 기념된다.

### 중세
760년대에 캔터베리의 대주교 브레고빈은 마인츠의 주교 룰에게 뼈 상자를 주었다. 이것은 8세기 선교사들 간의 유일하게 알려진 선물 주기 사례였다.
중세 유럽의 수도원에 대한 기부는 9세기에서 12세기 사이에 정점에 달했다. 결국 사람들은 이것을 수도승이나 다른 성인들이 "공덕의 보물"에 불균형하게 기여했다는 주장으로 설명하기 시작했다.
16세기와 17세기 프랑스에서 선물 주기는 종종 위장된 후원이었다.(p. 131) 이것은 grâces, bonté, bienveillance와 같은 용어로 숨겨졌다.(p. 137) 때로는 실제 선물이 후원자-고객 서한과 함께 주어지기도 했다. 여기에는 종종 돈, 사냥용 새, 음식, 옷이 포함되었고,(pp. 138–139) 가끔은 사절도 포함되었다.(p. 140)

### 현대
미국에서 크리스마스 축하 중의 선물 주기는 19세기 초, 처음에는 중부 대서양 지역에서 시작되었다.(p. xvi) 이런 종류의 축하는 북유럽적이었고 루터교 신학에 뿌리를 두고 있었다.(p. xvi) 이 시대에는 선물은 대개 작고 수제품이었다.(p. xvi)
19세기 후반에 미국 크리스마스 축하는 규모가 커지기 시작했으며, 상품 제조가 증가했다.(p. xvii) 1880년경부터 미국 사업가들은 휴일을 이용하여 더 많은 판매를 시작했다.(p. xix)
일본에서는 발렌타인데이 선물 주기가 1936년 모로조프 주식회사에 의해 도입되었고, 처음에는 고베 근처에 사는 외국인들을 대상으로 했다. 이 명절은 1950년대에 다시 도입되었지만 인기가 없었다. 1970년대에 들어서야 여성들이 남성들에게 선물을 주는 시기로 정해지면서 인기를 얻었다. 남녀 불균형을 해결하기 위해 화이트데이가 도입되어 남성들이 여성들에게 보답하는 날이 되었다. 일본 발렌타인데이의 일반적인 선물은 기리 초코 ("의무 초콜릿")이다. 화이트데이의 일반적인 선물에는 초콜릿, 보석, 의류가 포함된다.
선물 주기의 최근 변화는 기술, 소비자 선호도 및 문화적 변화의 영향을 받았다. 전통적인 상점에서 구매하는 품목보다 개인 맞춤형, 수제 또는 디지털로 전달되는 선물에 대한 선호도가 증가하고 있다. 손으로 그린 초상화나 개인 맞춤형 책과 같은 맞춤형 선물은 정서적, 문화적 의미가 더 커지면서 인기가 높아지고 있다. 전자 상거래는 이러한 변화에 중요한 역할을 했으며, 온라인 플랫폼은 개인 맞춤형 및 가상 선물을 편리하게 주문할 수 있는 방법을 제공한다. 사이언스데일리 기사는 배스 대학교의 연구를 인용하여 개인 맞춤형 선물이 지속적인 정서적 연결을 만들고 자존감을 높인다는 내용을 다룬다. 이 연구는 맞춤 초상화, 머그컵 또는 의류와 같은 개인 맞춤형 선물을 받은 사람들이 더 소중하게 느끼고 이러한 품목을 더 소중히 여기고 돌보는 경향이 있다는 것을 발견했다. 개인화 뒤에 숨겨진 생각과 노력이 전달될 때 정서적 영향이 증폭된다. 개인 맞춤형 선물은 더 깊은 관계를 촉진하고 지속 가능성에 기여한다. 다양한 온라인 플랫폼은 손으로 그린 초상화나 맞춤형 책과 같은 개인 맞춤형 선물을 제공함으로써 이러한 추세에 기여했다. 더 덕 스토어와 하버드 샵과 같은 대학 기념품 가게도 이러한 추세를 수용하여 각 기관의 전통을 반영하는 맞춤형 품목을 제공한다. 현대적인 개인화 추세를 반영하는 추가 선물 유형에는 새겨진 이름, 이니셜 또는 탄생석이 있는 맞춤형 보석 또는 액세서리; 개인 맞춤형 인사 카드 또는 예술 인쇄물; NFT와 같은 디지털 선물 또는 개인 맞춤형 비디오 메시지와 같은 맞춤형 온라인 경험; 맞춤형 라벨이 있는 비누 또는 양초를 포함한 수제 건강 제품; 맞춤형 레시피가 포함된 요리 키트와 같은 테마 경험 키트 등이 있다.

## 선물 포장
많은 문화권에서 선물은 전통적으로 어떤 방식으로든 포장된다. 예를 들어, 서양 문화에서는 선물은 종종 포장지로 싸여 있고, 행사, 받는 사람의 이름, 주는 사람의 이름을 적는 선물 메모가 함께 동봉된다. 중국의 문화에서는 붉은 포장이 행운을 의미한다. 동료, 협력자, 지인들 사이에서는 저렴한 선물이 흔하지만, 친한 친구, 연인 또는 친척들 사이에서는 비싸거나 애정 어린 선물이 더 적절하다고 여겨진다.

## 선물 주기 행사
선물 주기 행사는 다음과 같을 수 있다.
- 사랑이나 우정의 표현
- 받은 선물에 대한 감사의 표현.
- 자선의 형태로 경건의 표현.
- 상호 부조의 형태로 연대의 표현.
- 부의 공유.
- 불운을 상쇄하기 위해.
- 여행 기념품 선물.

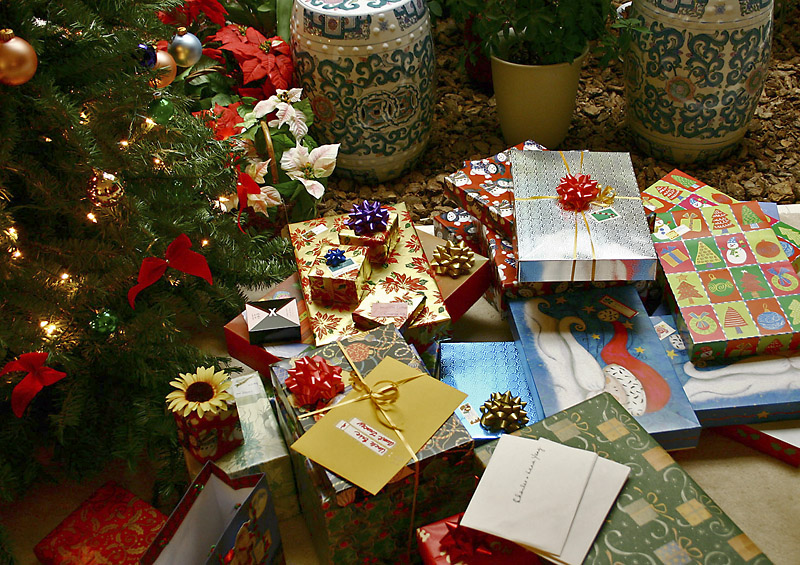
크리스마스 트리 아래의 선물

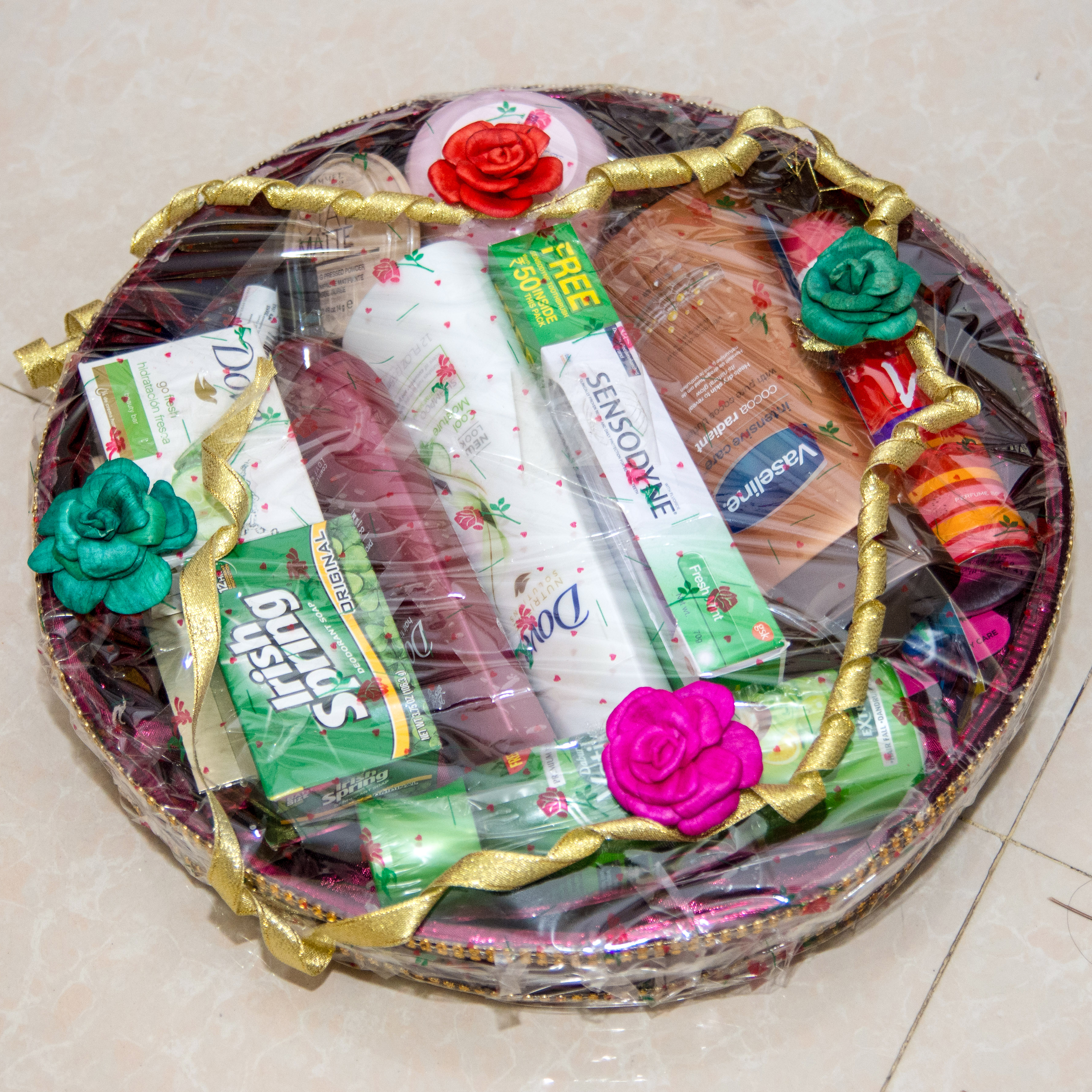
방글라데시의 현대적인 약혼 선물 바구니.

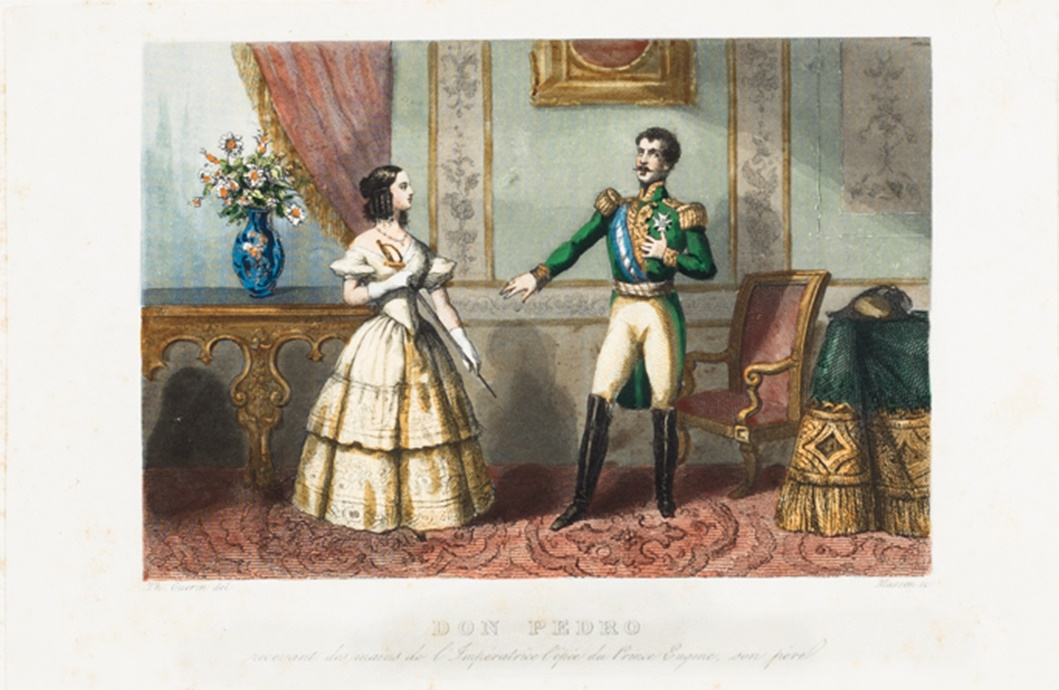
브라질의 페드루 1세 (브라질) 황제가 아내인 아멜리아에게서 아버인 외젠 드 보아르네의 칼을 선물로 받는다. 이 물건은 이탈리아 왕국 (1805년~1814년)의 부왕이자 나폴레옹 보나파르트의 의붓아들이었던 외젠 드 보아르네의 것이었다.

- 다음과 같은 행사(종종 축하 행사)에서의 관례
  - 생일 (생일을 맞은 사람이 케이크 등을 주거나 선물을 받는다).
  - 포틀래치, 지위가 획득보다는 선물 주기와 관련이 있는 사회에서.
  - 크리스마스 (크리스마스 선물 주기의 역사 전반에 걸쳐 사람들은 서로 선물을 주고받았으며, 종종 산타클로스, 아기 예수 또는 성 니콜라오스가 남긴 것처럼 가장했다).
  - 성 니콜라우스의 날 (사람들은 서로 선물을 주고받으며, 종종 성 니콜라오스로부터 받은 것처럼 여겨진다).
  - 초콜릿 달걀, 젤리빈, 초콜릿 토끼가 담긴 부활절 바구니는 부활절에 주는 선물이다.
  - 그리스의 그리스 정교회 신자들은 성 바실리오의 날에 가족과 친구들에게 선물을 준다.
  - 무슬림은 이드 알피트르 (라마단의 끝)와 이드 알아드하에 이디라고 불리는 선물을 가족과 친구들에게 준다.
  - 미국 유대인들은 하누카 선물을 가족과 친구들에게 준다.
  - 힌두인은 디왈리와 퐁갈 선물을 가족과 친구들에게 준다. 락히 또는 락샤 반단은 형제가 자매에게 선물을 주는 또 다른 행사이다.
  - 불교도는 베사카 선물을 가족과 친구들에게 준다.
  - 결혼식 (신랑 신부는 선물을 받고 피로연에서 음식 및 음료를 제공한다).
  - 결혼기념일 (각 배우자가 선물을 받는다).
  - 장례 (조문객은 꽃을 가져오고, 고인의 친척은 의례 후 음식 및 음료를 제공한다).
  - 출산 (아기는 선물을 받거나, 어머니는 아버지로부터 출산 선물을 받는다).
  - 시험 합격 (학생은 선물을 받는다).
  - 아버지날 (아버지는 선물을 받는다).
  - 어머니날 (어머니는 선물을 받는다).
  - 형제자매의 날 (형제자매는 선물을 받는다)
  - 손님과 호스트 간의 선물 교환은 종종 전통적인 관습이다.
  - 라니애프
  - 퇴직 선물
  - 축하 선물
  - 약혼 선물
  - 집들이 선물
  - 국제 여성의 날 선물
  - 발렌타인데이

## 홍보 선물
홍보 선물은 일반 선물과 다르다. 수령자에는 직원이나 고객이 포함될 수 있다. 이 선물은 주로 광고 목적으로 사용된다. 브랜드 이름을 홍보하고 인지도를 높이는 데 도움이 된다. 홍보 선물에서는 선물 자체보다 선물의 품질과 제시 방식이 더 중요하다. 왜냐하면 새로운 고객이나 협력자를 확보하는 관문 역할을 하기 때문이다.

## 강화 및 조작으로서의 선물
누군가에게 선물을 주는 것이 반드시 이타적인 행동만은 아니다. 받는 사람이 특정 방식으로 보답하기를 바라는 마음에서 주어질 수도 있다. 이는 보상으로서 순응에 대한 긍정적 강화의 형태를 띨 수 있으며, 잠재적으로 은밀한 심리 조작적이고 학대적인 목적을 가질 수 있다.

## 원치 않는 선물
받는 사람의 선호도에 맞는 적절한 선물을 주는 것은 만만치 않은 도전이다. 선물 제공자는 선물을 선택하는 과정에서 받는 사람이 원하지 않는 선물을 주거나, 받는 사람이 진정으로 원하는 선물을 제공하지 못하는 오류를 흔히 범한다. 예를 들어, 선물 제공자는 동일한 선물을 두 번 이상 주는 것을 피하지만 받는 사람은 반복된 선물을 받는 것에 더 개방적이고, 선물 제공자는 자기 계발 제품(예: 자기 계발 서적)을 선물로 주는 것을 피하는 반면 받는 사람은 그러한 선물을 받는 것에 더 개방적이고, 디지털 기프트 카드와 실물 기프트 카드 중 하나를 선택할 때, 선물 제공자는 받는 사람이 원하는 것보다 후자를 더 많이 선택하며, 많은 받는 사람은 물건 대신 미래의 경험이나, 주는 사람이 선택한 더 비싼 과시적인 선물보다는 요청했던 실용적인 선물을 선호한다. 주는 사람과 받는 사람의 관점 불일치의 한 가지 원인은 주는 사람은 선물을 주는 행위에 집중하는 반면, 받는 사람은 선물의 장기적인 실용적 가치에 더 관심이 있다는 것이다.
선물 제공자와 수령자의 선호도 불일치로 인해 상당수의 선물이 원치 않는 것이거나, 제공자가 수령자가 가치 있게 여기는 것보다 더 많은 비용을 지불하여 사중손실이라는 경제적 자원 오배분을 초래한다. 원치 않는 선물은 종종 "리선물"되거나 자선 단체에 기부되거나 버려진다. 유지 보수, 보관 또는 폐기 비용으로 인해 받는 사람에게 실제로 부담을 주는 선물은 흰 코끼리라고 알려져 있다.
구매자와 수령자 취향 간의 불일치를 줄이는 한 가지 방법은 사전 조율이며, 종종 결혼 선물 목록 또는 크리스마스 목록 형태로 이루어진다. 특히 결혼 선물 목록은 종종 단일 상점에서 보관되며, 구매할 정확한 품목을 지정할 수 있고(결과적으로 가정용품 일치), 같은 선물이 다른 손님에 의해 구매되지 않도록 구매를 조율할 수 있다. 한 연구에 따르면 선물 목록에서 벗어난 결혼식 손님은 일반적으로 선물을 개인화하여 신랑 신부와의 더 가까운 관계를 알리고자 했으며, 결과적으로 수령자의 선호도를 따르지 않았기 때문에 선물이 덜 감사하게 받아들여졌다는 사실도 발견되었다.
2017년 미국에서는 원치 않는 크리스마스 선물에 약 34억 달러가 지출되었고 2024년에는 101억 달러가 지출될 것으로 예상된다 . 크리스마스 다음 날은 보통 크리스마스 선물 주기 전통이 있는 국가에서 반품이 가장 많은 날이다. 매년 미국에서 구매된 기프트 카드의 미사용 가치는 약 10억 달러로 추정된다.
어떤 경우에는 사람들이 받는 사람의 선호도를 매우 잘 알고 있으며, 매우 가치 있는 선물을 줄 수 있다. 선물 주기에서 가치 있는 부분은 선호도 탐색을 돕는 것에서 온다. 즉, 사람들이 자신이 좋아할 줄 몰랐던 선물이나 이용 가능한지 몰랐던 선물을 받는 것이다. 행동 경제학자들은 선물의 비물질적 가치는 주는 사람이 사려 깊었거나 선물에 시간과 노력을 들였다는 신호를 보내 관계를 강화하는 데 있다고 주장한다.

## 법적 측면
영미법계에서 선물이 법적 효력을 가지려면 (1) 증여자의 증여 의도와 (2) 수령자에게 선물의 물품을 인도하는 것이 필요했다.
일부 국가에서는 특정 금액을 초과하는 특정 유형의 선물에 대해 과세 대상이 된다. 미국에 대해서는 미국의 증여세를 참조하십시오.
일부 맥락에서 선물 주기는 뇌물로 해석될 수 있다. 이는 선물 제공자와 수령자 간에 어떤 종류의 서비스가 (종종 정상적이고 합법적인 방법을 벗어나) 선물 때문에 제공될 것이라는 암묵적 또는 명시적 합의가 있는 상황에서 발생하는 경향이 있다. 정부 공무원과 같은 일부 집단은 부적절한 외관을 피하기 위해 선물 제공 및 수령에 대한 엄격한 규칙을 가질 수 있다.
국경 간 금전적 선물은 양국 간의 조약에 따라 송금국과 수령국 모두에서 과세 대상이 된다.

## 종교적 관점
루이스 하이드는 "선물"에서 기독교가 화신과 그에 따른 예수의 죽음을 인류에게 주어진 가장 위대한 선물로 여긴다고 주장하며, 자타카에는 부처가 현명한 토끼로 화신했을 때 제석천에게 식사를 제공함으로써 궁극적인 보시를 행하는 이야기가 포함되어 있다고 말한다. (Hyde, 1983, 58–60)
동방 정교회에서는 성찬예배 중에 축성되는 빵과 포도주를 "선물"이라고 부른다. 이는 무엇보다도 공동체(개별적으로나 단체적으로나)가 하나님께 드리는 선물이며, 성령 강림 기도 이후에는 교회에 대한 그리스도의 몸과 그리스도의 피의 선물이다.
의례적인 희생은 신에게 돌려주는 선물로 볼 수 있다.

## 같이 보기
- 이타주의
- 자선
- 크리스마스 선물
- 선물 경제
- 증여
- 증여세
- 오미야게
- 크세니아 (친절)